# Dugojnica
Dugojnica (cyr. Дугојница) – wieś w Serbii, w okręgu pczyńskim, w gminie Surdulica. W 2011 roku liczyła 246 mieszkańców.